# Westdeutsche Fußballmeisterschaft 1904/05
Die westdeutsche Fußballmeisterschaft 1904/05 war der dritte vom Rheinisch-Westfälischen Spiel-Verbandes organisierte Wettbewerb. Sieger wurde der Duisburger SpV. In der Endrunde um die deutsche Meisterschaft erreichten die Duisburger das Viertelfinale.
In den drei Bezirken Köln/Bonn, Niederrhein und Rhein/Ruhr wurden zunächst Bezirksmeister ermittelt. Die Bezirksmeister ermittelten danach in einer Endrunde den westdeutschen Meister.

## Bezirksmeisterschaften

### Bezirk I Köln/Bonn
| Pl. | Verein           | Sp. | S | U | N | Tore    | Quote | Punkte |
| --- | ---------------- | --- | - | - | - | ------- | ----- | ------ |
| 1.  | Cölner FC 1899   | 6   | 5 | 0 | 1 | 033:400 | 8,25  | 10:20  |
| 2.  | Cölner BC 1901   | 6   | 3 | 1 | 2 | 011:110 | 1,00  | 07:50  |
| 3.  | Dürener FC 1903  | 6   | 3 | 1 | 2 | 006:140 | 0,43  | 07:50  |
| 4.  | FC Borussia Cöln | 6   | 0 | 0 | 6 | 002:230 | 0,09  | 0:12   |
| 5.  | Bonner FV a      | 0   | 0 | 0 | 0 | 000:000 | 1,00  | 0:0    |

#### Entscheidungsspiel
Um die Meldefrist für die Endrunde einhalten zu können, wurde das Spiel zwischen den beiden in der Tabelle führenden Mannschaften vom Verband als Endspiel angesetzt. Die noch ausstehenden Spiele um die Meisterschaft liefen danach regulär weiter.
| Datum            |                | Ergebnis |                | Ort  |
| ---------------- | -------------- | -------- | -------------- | ---- |
| 26. Februar 1905 | Cölner BC 1901 | 1:5      | Cölner FC 1899 | Cöln |

### Bezirk II Niederrhein
| Pl. | Verein                    | Sp. | S | U | N | Tore    | Quote | Punkte |
| --- | ------------------------- | --- | - | - | - | ------- | ----- | ------ |
| 1.  | FC München-Gladbach       | 4   | 4 | 0 | 0 | 012:300 | 4,00  | 08:0   |
| 2.  | Aachener FC Alemannia (N) | 4   | 1 | 1 | 2 | 003:700 | 0,43  | 03:50  |
| 3.  | Düsseldorfer FC 1899      | 4   | 0 | 1 | 3 | 002:700 | 0,29  | 01:70  |

| (N) | Aufsteiger |

### Bezirk III Rhein/Ruhr
| Pl. | Verein                     | Sp. | S | U | N | Tore    | Quote | Punkte |
| --- | -------------------------- | --- | - | - | - | ------- | ----- | ------ |
| 1.  | Duisburger SpV             | 4   | 4 |   | 0 | 021:800 | 2,63  | 08:0   |
| 2.  | Essener SV 1899            | 6   | 2 | 2 | 2 | 007:120 | 0,58  | 06:60  |
| 3.  | Duisburger SC Preußen 1901 | 12  | 6 | 2 | 4 | 009:120 | 0,75  | 14:10  |
| 4.  | Essener TB                 | 6   | 1 | 2 | 3 | 009:140 | 0,64  | 04:80  |

## Endrunde
| Pl. | Verein              | Sp. | S | U | N | Tore    | Quote | Punkte |
| --- | ------------------- | --- | - | - | - | ------- | ----- | ------ |
| 1.  | Cölner FC 1899      | 4   | 1 | 2 | 1 | 006:500 | 1,20  | 04:40  |
| 2.  | Duisburger SpV      | 4   | 1 | 2 | 1 | 008:800 | 1,00  | 04:40  |
| 3.  | FC München-Gladbach | 4   | 2 | 0 | 2 | 007:800 | 0,88  | 04:40  |

|                     | CÖL | DUI | MÜN |
| ------------------- | --- | --- | --- |
| Cölner FC 1899      | –   | 2:2 | 2:0 |
| Duisburger SpV      | 1:1 | –   | 4:2 |
| FC München-Gladbach | 2:1 | 3:1 | –   |

### Entscheidungsspiele
Die Endrunde endete mit einem Patt, da alle drei Mannschaften punktgleich waren. Der Verband setzte daraufhin Entscheidungsspiele nach dem Pokalsystem an. Die Paarungen wurden per Los bestimmt.
| Datum          |                | Ergebnis |                     | Ort      |
| -------------- | -------------- | -------- | ------------------- | -------- |
| 30. April 1905 | Duisburger SpV | 5:1      | Cölner FC 1899      | Duisburg |
| 7. Mai 1905    | Duisburger SpV | 2:1      | FC München-Gladbach | Cöln     |